# Maximilien Xavier Képler
Maximilien Xavier Képler est un homme politique français né le 28 novembre 1758 à Andlau (Alsace) et mort le 30 avril 1837 au même lieu.

## Biographie
Membre du conseil général du Bas-Rhin en 1790 puis membre du directoire du département en 1791-1792, maire de Strasbourg en 1793, il est député du Bas-Rhin de 1800 à 1814. Il est nommé préfet de la Sarre en 1801 et fait chevalier d'Empire en 1808 puis baron en 1810.

## Sources
- « Maximilien Xavier Képler », dans Adolphe Robert et Gaston Cougny, Dictionnaire des parlementaires français, Edgar Bourloton, 1889-1891 [détail de l’édition]